# Falkenauel
Falkenauel ist ein Weiler der Ortsgemeinde Daleiden im Eifelkreis Bitburg-Prüm in Rheinland-Pfalz.

## Geographische Lage
Falkenauel liegt rund 5,3 km bzw. 6,3 km südlich des Hauptortes Daleiden in Tallage. Der Weiler besteht aus einem nördlichen und einem südlichen Siedlungsteil, die rund 1 km voneinander entfernt sind. Falkenauel ist fast ausschließlich von ausgedehnten Waldgebieten umgeben. Beide Siedlungsteile liegen unmittelbar am Irsen.

## Geschichte
Der Name „Falkenauel“ weist auf die Lage des Weilers hin. Die unmittelbare Nähe zum Irsen macht die Gemarkung zu einem feuchten Gebiet (Auwiese). Hier gibt es zudem ein hohes Vorkommen von Greifvögeln, unter anderem Falken.
Das Gebiet um Falkenauel war vermutlich schon früh besiedelt, was durch den Fund von Resten römischer Bausubstanz nachgewiesen werden konnte. Wenig nördlich des südlichen Siedlungsteils entdeckte man im 19. Jahrhundert römisches Bauwerk sowie mit heidnischen Symbolen verzierte Steine. Die Lage auf einem Bergsporn sowie der Flurname „Burgberg“ lassen auf Gebäude an dieser Stelle schließen.
Das erste Anwesen Falkenauels wurde um 1800 von Heinrich Heinen erbaut. Schnell folgten weitere bäuerliche Gehöfte und der heutige Weiler wies bereits 1840 eine typische Dorfstruktur auf.
Falkenauel gehörte im Jahre 1843 als eigenständige Gemeinde zur Bürgermeisterei Daleiden und wurde von 94 Menschen bewohnt. Zu Falkenauel gehörten damals noch die Weiler Kuhkirchhof und Haus Burgberg (heute Wüstungen). Später wurde die Ortschaft nach Daleiden eingemeindet.

## Kultur und Sehenswürdigkeiten

### Wegekreuze
Im nördlichen Siedlungsteil befindet sich das sogenannte „Schlangenkreuz“, ein Holzkreuz, dass um 1920 errichtet wurde. Der Erzählung nach bildeten sich nach einem Hochwasserereignis an dieser Stelle mehrere Tümpel, in denen sich Schlagen und Fische aufhielten. Man entdeckte Kreuzottern, Blindschleichen und Aale. Im Zuge dessen wurde das Wegekreuz aus Dank der Verschonung der Kinder errichtet, die diesen Weg zur Schule nahmen.
Ein weiteres Wegekreuz befindet sich am westlichen Ende des südlichen Siedlungsteils. Hierzu liegen keine genaueren Angaben vor.

### Naherholung
Falkenauel liegt weit ab der nächsten Ortschaften in idyllischer Lage inmitten eines Waldgebietes. Die Region ist deshalb besonders zum Wandern geeignet.
Durch den Weiler führt unter anderem der Rundwanderweg 5 des Naturpark Südeifel mit einer Länge von rund 13,2 km. Die Wanderroute führt von Daleiden über mehrere Wohnplätze der Gemeinde sowie durch den Weiler Bommert bis nach Falkenauel und zurück. Highlights am Weg sind einige Aussichtspunkte, die Machtemesmühle (Wohnplatz von Preischeid) sowie das bewaldete Heimbachtal.

## Wirtschaft und Infrastruktur

### Unternehmen
Im Weiler wird eine Ferienunterkunft betrieben.

### Verkehr
Es existiert eine regelmäßige Busverbindung.
Der nördliche Teil des Weilers ist durch die Kreisstraße 189 aus Richtung Daleiden erschlossen. Diese endet im Weiler. Der südliche Teil des Weilers ist durch die Kreisstraße 51 von Falkenauel bis zum Wohnplatz Machtemesmühle erschlossen.